# 李豔娘
李艳娘，五代十国女性人物，後蜀后主孟昶的后宫。
广政三年（940年）春正月十五上元，后主孟昶在露台观灯，舞伎李艳娘表演节目，孟昶发现她有姿色，召她入宫，赏赐给她家钱十万。后来相传朝天髻是李艳娘创制。